# 大森明
大森 明（おおもり あきら、1971年 - ）は、日本の会計学者。横浜国立大学経営学部会計・情報学科教授。同大学院国際社会科学研究科教授。神奈川大学非常勤講師。祖父は黒澤清（会計学者）。

## 略歴
- 1971年 東京都生まれの横浜育ち
- 1996年 青山学院大学経営学部第二部経営学科卒業
- 1998年 横浜国立大学大学院経営学研究科修士課程修了（修士（経営学））
- 2000年 横浜国立大学大学院国際開発研究科博士後期課程修了（博士（学術）） 、財団法人地球･人間環境フォーラム客員研究員（～2001年2月まで）
- 2001年 愛知学院大学商学部専任講師（～2004年3月まで）
- 2004年 愛知学院大学商学部助教授（～2007年3月まで）
- 2007年 横浜国立大学経営学部会計･情報学科准教授（～2014年3月まで）

- 2000年 - 2001年 平成12年度環境管理標準化事業「環境報告書・会計標準化分科会」　調査協力委員（㈱富士総合研究所嘱託）
- 2002年 - 2003年 平成14年度経済産業省委託「環境ビジネス発展促進等調査研究（環境経営総合手法）」「環境配慮型原価管理システム検討ワーキンググループ」　委員
- 2010年 - 2012年 会計検査院特別研究官
- 2014年 横浜国立大学経営学部会計･情報学科教授（現職）